# Asaad Hassan al-Shaibani
Asaad Hassan al-Shaibani (arabiska: أسعد حسن الشيباني), född 1987, är en syrisk politiker och de facto utrikes- och flyktingsminister i den syriska övergångsregering som tillsattes efter al-Assad-regimens fall i december 2024.

## Uppväxt och studier
Al-Shaibani kommer från en arabisk familj som tillhör Banu Shaiban-stammen från den östra landsbygden i al-Hasaka-provinsen. Han flyttade tillsammans med familjen till Damaskus där han 2009 tog  examen (engelsk litteratur och språk) vid Damaskus universitet.